# 20194 Ilarialocantore
20194 Ilarialocantore è un asteroide della fascia principale. Scoperto nel 1997, presenta un'orbita caratterizzata da un semiasse maggiore pari a 2,9082814 UA e da un'eccentricità di 0,0445001, inclinata di 2,66830° rispetto all'eclittica.
L'asteroide è dedicato alla chimica italiana Ilaria Locantore.